# Tomás Guanipa
Tomás Ignacio Guanipa Villalobos, (Maracaibo, Zulia, 31 de diciembre de 1971) es un político venezolano, ex-secretario general del partido Primero Justicia. Fue diputado a la Asamblea Nacional entre 2011 y 2020 y embajador en Colombia del gobierno interino de Juan Guaidó desde ese año hasta agosto de 2021.

## Biografía
Es hijo de Manuel Guanipa Matos, un político zuliano asociado al partido Copei y de Corina Villalobos. Tomás proviene de una familia católica, destacada en los negocios, en la política y en el derecho. Tiene seis hermanos, entre ellos Juan Pablo Guanipa, quien fue concejal de Maracaibo y coordinador del partido Primero Justicia en el Estado Zulia. Guanipa se graduó en Administración de empresas, egresado de la Universidad Rafael Urdaneta.

## Carrera política

### Copei
Se inició en la actividad política desde muy joven al igual que su padre en el partido Copei; sin embargo junto a un grupo de jóvenes se deslindad del mismo y conforma el movimiento Zulia 89 con la finalidad de apoyar a Oswaldo Álvarez Paz a la gobernación del Zulia.

### Primero Justicia
Luego de pasar por la administración pública gerenciando fundaciones del estado, Guanipa decide fundar el partido Primero Justicia de tendencia centro-humanista en el año 2000, pasando a ser su Coordinador en el Estado Zulia (2000-2007) y luego de 2004 pasa a ser parte de la Junta Directiva Nacional del mismo. Tras Carlos Ocariz anunciar su candidatura a la Alcaldía del Municipio Sucre, Tomás consigue ser nombrado como sucesor de Ocariz como Secretario General del partido.

### Diputado
En el año 2005, se planteó su candidatura para optar una curul a la Asamblea Nacional, pero el bloque político opositor decidió no concurrir a las elecciones parlamentarias del referido año, con lo cual Guanipa retiró su aspiración.
Tras el anuncio de convocatoria de las elecciones parlamentarias de 2010, Tomás Guanipa se postula como precandidato a diputado por el Circuito 7 del Estado Zulia, y tras conseguir el apoyo de todos los factores políticos de la entidad, asume ser el candidato de la Mesa de la Unidad Democrática a la referida circunscripción regional.
El 26 de septiembre de 2010, Tomás Guanipa resulta vencedor de la contienda electoral del Circuito 7 conformado por las parroquias marabinas Cacique Mara, Cecilio Acosta y Cristo de Aranza con 33.175 votos alcanzado así el 61,05%, con lo cual es proclamado como diputado a la Asamblea Nacional de Venezuela por el estado Zulia.

### Embajador
Residió en Bogotá entre enero de 2020 y agosto de 2021, ocupando durante ese período el cargo de embajador de Venezuela en Colombia, nombrado por el líder opositor Juan Guaidó, reconocido como presidente interino en dicho país. Renunció el 11 de agosto de 2021 para participar en las negociaciones entre la oposición venezolana y el gobierno chavista en México y poco después regresó a Venezuela. En agosto de 2020 aparece en la lista de políticos indultados mediante decreto N° 4277 del régimen de Nicolás Maduro.

### Candidatura a alcalde de Caracas
En agosto de 2021 se presenta desde Caracas para pedir a la coalición del G4 defina la participación a las elecciones regionales luego de su retorno del exilio. El 11 de septiembre de 2021 Tomás Guanipa consiguió la nominación de la Mesa de la Unidad Democrática para las elecciones a alcalde del municipio Libertador de Caracas de 2021. Guanipa fue nombrado candidato en reemplazo del también miembro de Primero Justicia, el dirigente político Roberto Patiño. La candidatura de Guanipa generó diversas críticas especialmente en redes sociales, por «imponer» su candidatura y por ser un «paracaidista», en referencia a que es un dirigente zuliano y no caraqueño. Guanipa respondió diciendo «no le he quitado la candidatura a nadie». Apoyado por los partidos de la Plataforma Unitaria y el Movimiento Ecológico de Venezuela, Guanipa obtuvo tan solo el 11,43% de los votos.

### Inhabilitación política
El 24 de abril de 2024, dos días después de que el Tribunal Supremo de Justicia interviniera su partido Primero Justicia, Tomás Guanipa fue inhabilitado por la Contraloría para ejercer cargos públicos hasta 2039, en el contexto de las elecciones presidenciales.
En abril de 2025, Guanipa fue presuntamente habilitado por la Contraloría, y presentó su candidatura como cabeza de lista a las elecciones a la Asamblea Nacional del mes siguiente, bajo las siglas del partido Un Nuevo Tiempo y deslindándose así de la línea abstencionista seguida por el resto de los partidos de la Plataforma Unitaria, incluido el suyo. Horas después, el partido haría oficial tanto su expulsión como la de Henrique Capriles.